# Équipe des îles Leeward de cricket

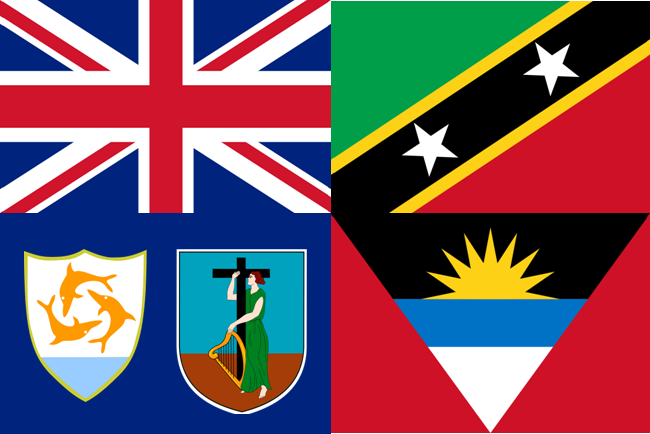

L'équipe des îles Leeward de cricket représente plusieurs entités de l'espace Caraïbe : Antigua-et-Barbuda, Saint-Christophe-et-Niévès, Anguilla, Montserrat, les îles Vierges britanniques, les îles Vierges des États-Unis et Saint-Martin. Elle ne dispute pas de rencontres internationales mais participe aux compétitions inter-régionales organisées par le West Indies Cricket Board dans les Caraïbes. Ses meilleurs joueurs sont susceptibles d'être sélectionnés au sein de l'équipe des Indes occidentales qui, elle, participe à des matchs internationaux.
Gérée par la Leeward Islands Cricket Association, l'équipe des îles Leeward a remporté quatre fois la principale compétition de first-class cricket des Indes occidentales, dont un titre partagé.

## Palmarès
- Carib Beer Cup (3) : 1989-90, 1993-94, 1995-96, titre partagé (1) : 1997-98.